# Thandeka
Thandeka er en amerikansk lærer, unitarisk præst, forfatter og tidligere tv-producer. Hun er gift med Naomi King, datter af forfatterne Tabitha og Stephen King.
Hun er lærer ved Meadville Lombard Teologiske Skole i Chicago